# 코바니주
코바니주 또는 코바니 칸톤은 코바니를 중심지로 한 로자바의 행정구역이다.
다른 쿠르드인 거주지와 떨어져 있는 코바니 지역은 2014년부터 이슬람 국가의 맹렬한 코바니 포위 공세를 받았다. 그러나 국제적인 도움을 통해 IS를 물리쳤다.
2015년 6월에 자지라 주를 연결하는 위치에 있는 텔아비아드를 점령하여 다른 쿠르드인 지역과 연결되었다. 로자바에서는 텔아비아드를 4번째 주로 승격하는 대신 코바니 주의 자치 지역으로 통치하게 되었다.
코바니 포위 과정에서 코바니에서 유프라테스강을 바로 건널 수 있는 다리가 파괴되었다. 이에 쿠르드족들은 남쪽으로가서 2015년 12월에는 티시린 댐을 통해 유프라테스강을 건너 티시린 마을을 점령하였다. 유프라테스강 서쪽 지역은 2016년에 샤바 주로 분리되었다.

## 같이 보기
- 로자바 분쟁
- 자지라주
- 코바니 포위